# Resolutie 816 Veiligheidsraad Verenigde Naties
Resolutie 816 van de Veiligheidsraad van de Verenigde Naties werd op 31 maart 1993 aangenomen door de VN-Veiligheidsraad. Veertien leden stemden voor en één, China, onthield zich.

## Achtergrond
In 1980 overleed de Joegoslavische leider Tito, die decennialang de bindende kracht was geweest tussen de zes deelstaten van het land. Na zijn dood kende het nationalisme een sterke opmars, en in 1991 verklaarden verschillende deelstaten zich onafhankelijk. Zo ook Bosnië en Herzegovina, waar in 1992 een burgeroorlog ontstond tussen de Bosniakken, Kroaten en Serviërs. Deze oorlog, waarbij etnische zuiveringen plaatsvonden, ging door tot in 1995 vrede werd gesloten.

## Inhoud
De Veiligheidsraad:
- Herinnert aan de resoluties 781 en 786.
- Herinnert eraan dat ze verdere maatregelen zou nemen als de ban op militaire vluchten boven Bosnië en Herzegovina werd geschonden.
- Betreurt dat sommige partijen niet samenwerken met UNPROFOR's vliegveldwaarnemers.
- Bezorgd om verschillende rapporten van de secretaris-generaal over schendingen.
- Erg bezorgd om diens brieven van 12 en 16 maart over zware schendingen en in het bijzonder het bombarderen van dorpen.
- Herinnert aan Hoofdstuk VIII van het Handvest van de Verenigde Naties.
- Bepaalt dat de ernstige situatie in Bosnië en Herzegovina de internationale vrede bedreigd.
- Handelend onder Hoofdstuk VII van het Handvest.

1. Besluit de ban uit te breiden tot alle vliegtuigen en helikopters, behalve vluchten die door UNPROFOR worden toegestaan.
2. Vraagt UNPROFOR om het mechanisme uit paragraaf °3 van resolutie 781 aan te passen om humanitaire vluchten te autoriseren.
3. Vraagt UNPROFOR de ban te blijven waarnemen.
4. Autoriseert de lidstaten om alle nodige maatregelen te nemen als de ban binnen zeven dagen nog steeds geschonden wordt.
5. Vraagt die lidstaten nauw samen te werken en de begindatum van hun (militaire) maatregelen mede te delen.
6. Beslist dat in geval alle Bosnische partijen een regeling aanvaarden, de maatregelen in deze resolutie worden ondergebracht in de maatregelen om die regeling uit te voeren.
7. Vraagt de lidstaten om de secretaris-generaal meteen in te lichten over hun acties in verband met paragraaf °4.
8. Vraagt de secretaris-generaal die acties meteen te rapporteren.
9. Besluit actief op de hoogte te blijven.

## Verwante resoluties
- Resolutie 808 Veiligheidsraad Verenigde Naties
- Resolutie 815 Veiligheidsraad Verenigde Naties
- Resolutie 817 Veiligheidsraad Verenigde Naties
- Resolutie 819 Veiligheidsraad Verenigde Naties

Lijst ·  800 ·  801 ·  802 ·  803 ·  804 ·  805 ·  806 ·  807 ·  808 ·  809 ·  810 ·  811 ·  812 ·  813 ·  814 ·  815 ·  816 ·  817 ·  818 ·  819 ·  820 ·  821 ·  822 ·  823 ·  824 ·  825 ·  826 ·  827 ·  828 ·  829 ·  830 ·  831 ·  832 ·  833 ·  834 ·  835 ·  836 ·  837 ·  838 ·  839 ·  840 ·  841 ·  842 ·  843 ·  844 ·  845 ·  846 ·  847 ·  848 ·  849 ·  850 ·  851 ·  852 ·  853 ·  854 ·  855 ·  856 ·  857 ·  858 ·  859 ·  860 ·  861 ·  862 ·  863 ·  864 ·  865 ·  866 ·  867 ·  868 ·  869 ·  870 ·  871 ·  872 ·  873 ·  874 ·  875 ·  876 ·  877 ·  878 ·  879 ·  880 ·  881 ·  882 ·  883 ·  884 ·  885 ·  886 ·  887 ·  888 ·  889 ·  890 ·  891 ·  892